# 千葉地方裁判所
千葉地方裁判所（ちばちほうさいばんしょ）は、千葉県千葉市にある日本の地方裁判所の一つで、千葉県を管轄している。略称は、千葉地裁（ちばちさい）。佐倉、一宮、松戸、木更津、館山、八日市場、佐原に支部を置いている。
千葉県を管轄しており、千葉地方裁判所には千葉市中央区に置かれている本庁のほか、佐倉市・一宮（長生郡一宮町）・松戸市・木更津市・館山市・八日市場（匝瑳市）・佐原（香取市）の6市1町に支部を設置している。前述8箇所の本庁と支部の所在地のほか、市川市、銚子市、東金市の3箇所を加えた11箇所に、簡易裁判所を設置している。また、千葉第一・千葉第二・松戸・木更津・八日市場の5つの検察審査会も設置されている。

## 所在地
- 本庁：千葉県千葉市中央区中央4丁目11-27　北緯35度36分22.7秒 東経140度7分22.8秒 / 北緯35.606306度 東経140.123000度
JR総武線、成田線、中央・総武緩行線、内房線、外房線、千葉都市モノレール1号線、2号線千葉駅から徒歩15分
- 内房線、外房線本千葉駅から徒歩4分
- 京成電鉄千葉線、千原線千葉中央駅から徒歩8分
- 1号線県庁前駅から徒歩2分
- 佐倉支部：千葉県佐倉市弥勒町92　北緯35度43分10.6秒 東経140度14分11.4秒 / 北緯35.719611度 東経140.236500度
JR総武線、成田線佐倉駅から徒歩30分
京成電鉄京成本線京成佐倉駅から徒歩15分
- 一宮支部：千葉県長生郡一宮町一宮2791　北緯35度22分31.2秒 東経140度21分50.1秒 / 北緯35.375333度 東経140.363917度
JR外房線上総一ノ宮駅から徒歩3分
- 松戸支部：千葉県松戸市岩瀬無番地　北緯35度46分52.9秒 東経139度54分12.9秒 / 北緯35.781361度 東経139.903583度
JR常磐線、京成電鉄松戸線松戸駅から徒歩7分
- 木更津支部：千葉県木更津市新田2丁目5-1　北緯35度22分42.7秒 東経139度55分18.8秒 / 北緯35.378528度 東経139.921889度
JR内房線、久留里線木更津駅から徒歩8分
- 館山支部：千葉県館山市北条1073　北緯34度59分30秒 東経139度52分11.9秒 / 北緯34.99167度 東経139.869972度
JR内房線館山駅から徒歩15分
- 八日市場支部：千葉県匝瑳市八日市場イ2760　北緯35度41分56.1秒 東経140度32分41.1秒 / 北緯35.698917度 東経140.544750度
JR総武線八日市場駅から徒歩15分
- 佐原支部：千葉県香取市佐原イ3375　北緯35度53分22.7秒 東経140度30分2秒 / 北緯35.889639度 東経140.50056度
JR成田線佐原駅から徒歩15分

## 管轄
本庁
- 千葉市・習志野市・市原市・八千代市・市川市・船橋市・浦安市

佐倉支部
- 佐倉市・成田市・四街道市・八街市・印西市・白井市・富里市・印旛郡酒々井町・栄町

一宮支部
- 茂原市・勝浦市・いすみ市・長生郡一宮町・睦沢町・長生村・白子町・長柄町・長南町・夷隅郡大多喜町・御宿町

松戸支部
- 松戸市・野田市・柏市・流山市・我孫子市・鎌ケ谷市

木更津支部
- 木更津市・君津市・富津市・袖ケ浦市

館山支部
- 館山市・鴨川市・南房総市・安房郡鋸南町

八日市場支部
- 匝瑳市・香取郡多古町・山武郡芝山町・横芝光町・九十九里町・銚子市・旭市（旧干潟町を除く）・東金市・山武市・大網白里市

佐原支部
- 香取市・香取郡神崎町・東庄町・旭市（旧干潟町）

※ただし、行政事件、佐倉・一宮・木更津・館山・佐原の各支部の執行事件（不動産競売）、佐倉・一宮の各支部の合議事件及び少年事件、八日市場支部管内の執行事件（不動産競売、債権、財産開示）は本庁で、館山支部管内の合議事件及び少年事件は木更津支部で、佐原支部管内の合議事件及び少年事件は八日市場支部でそれぞれ取り扱う。

### 管内の簡易裁判所
- 千葉簡易裁判所

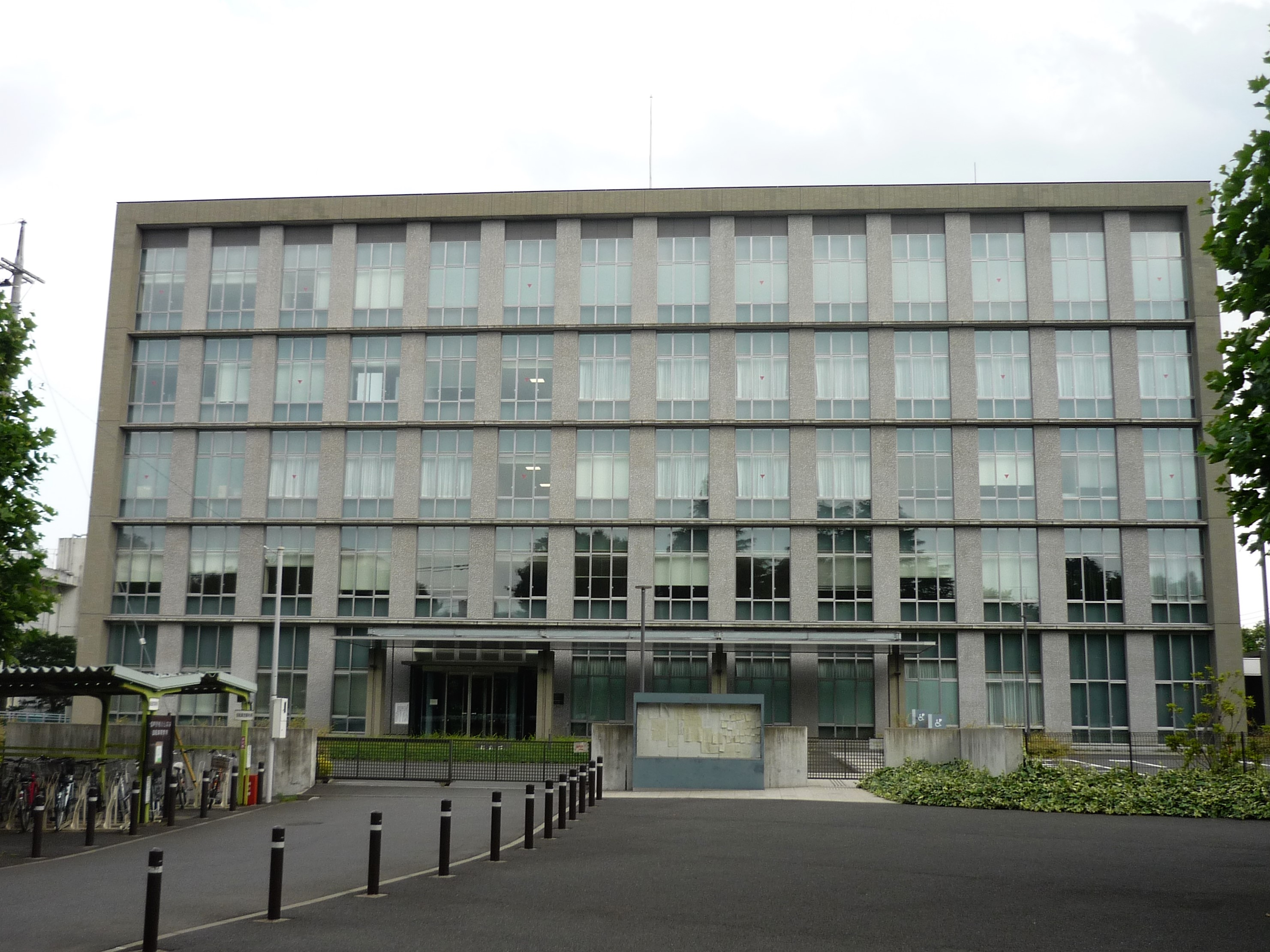
松戸簡易裁判所

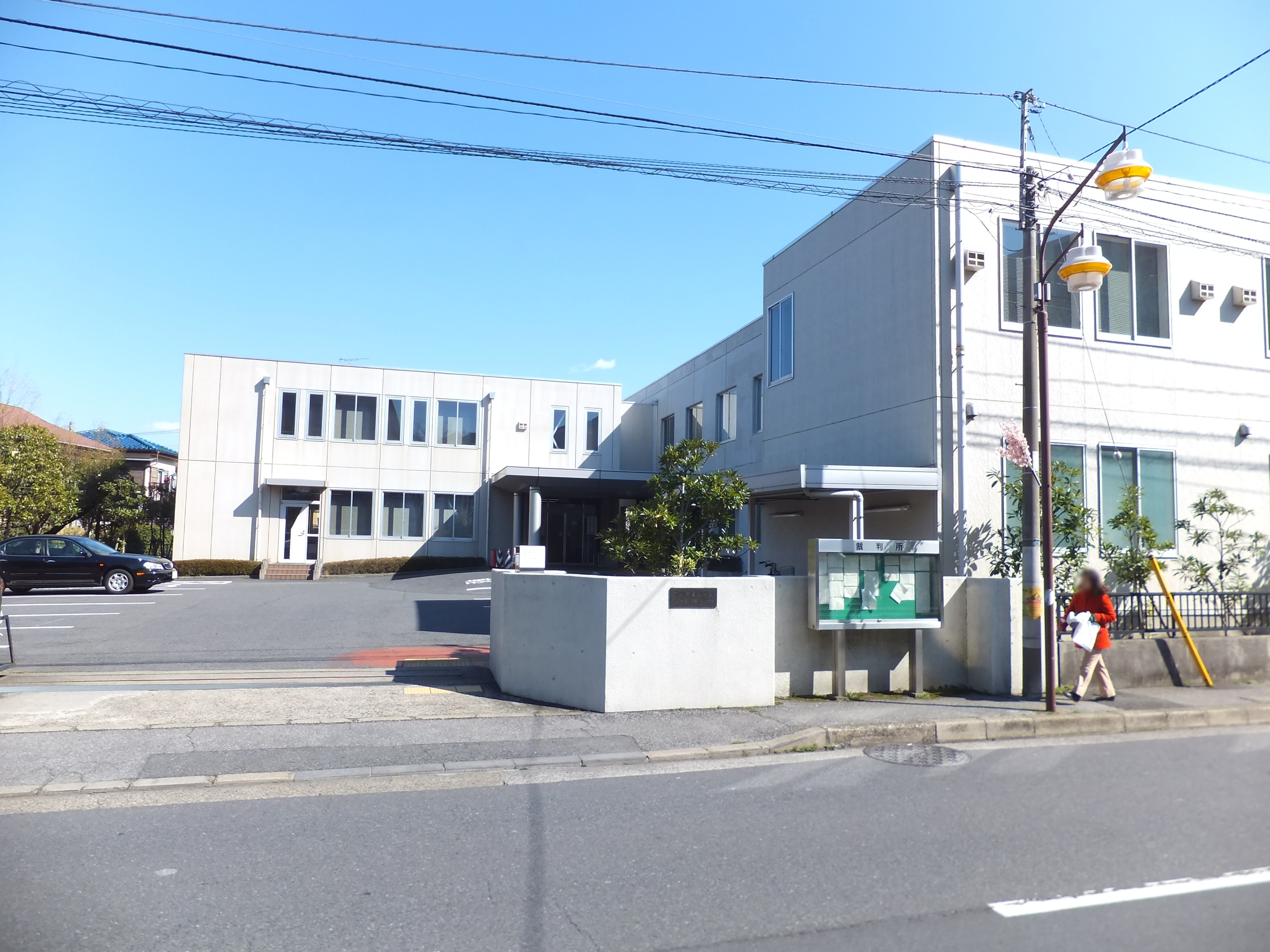
市川簡易裁判所

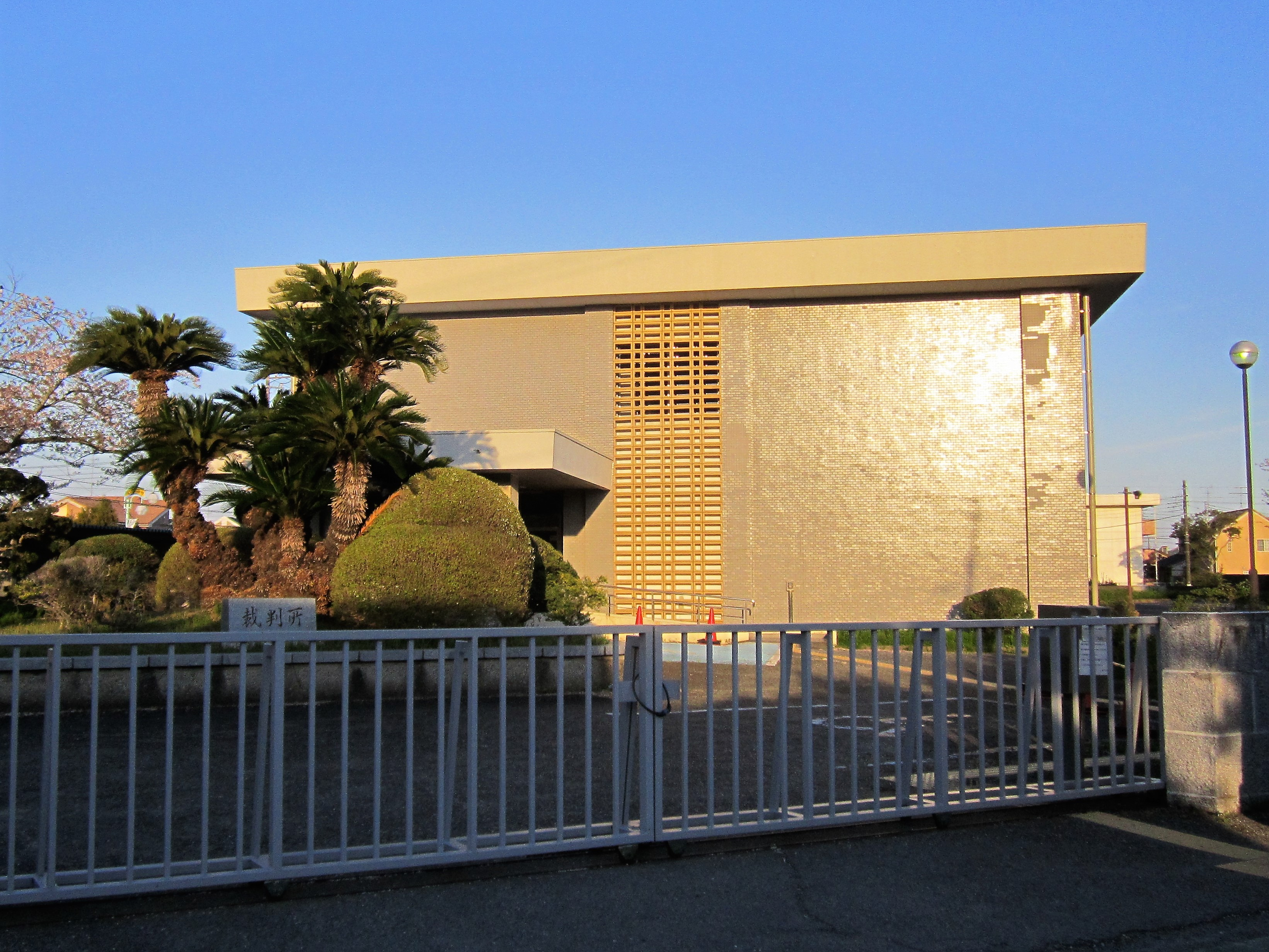
千葉一宮簡易裁判所

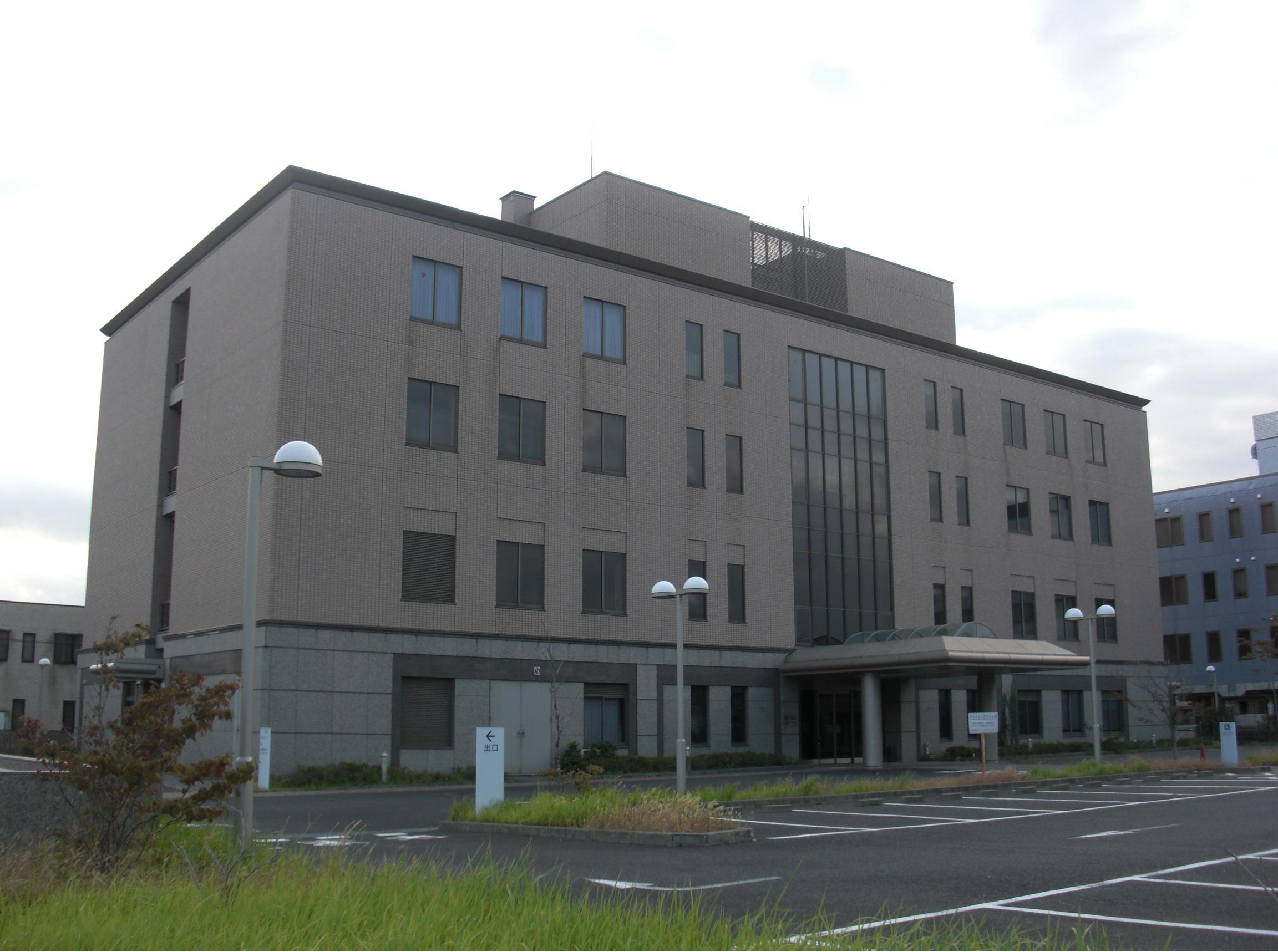
木更津簡易裁判所

  - 管轄：千葉市・習志野市・市原市・八千代市
- 松戸簡易裁判所
  - 管轄：松戸市・野田市・柏市・流山市・我孫子市・鎌ケ谷市
  - 備考：従来庁舎が老朽化のため庁舎が建替えられ、2012年7月17日より新庁舎で執務を開始している[1]。
- 市川簡易裁判所
  - 管轄：市川市・船橋市・浦安市
- 佐倉簡易裁判所
  - 管轄：佐倉市・成田市・四街道市・八街市・印西市・白井市・富里市・印旛郡酒々井町・印旛郡栄町
- 千葉一宮簡易裁判所
  - 管轄：茂原市・勝浦市・いすみ市・長生郡一宮町・長生郡睦沢町・長生郡長生村・長生郡白子町・長生郡長柄町・長生郡長南町・夷隅郡大多喜町・夷隅郡御宿町
- 木更津簡易裁判所
  - 管轄：木更津市・君津市・富津市・袖ケ浦市
- 館山簡易裁判所
  - 管轄：館山市・鴨川市・南房総市・安房郡鋸南町
- 八日市場簡易裁判所
  - 管轄：匝瑳市・香取郡多古町・山武郡芝山町・山武郡横芝光町
- 銚子簡易裁判所
  - 管轄：銚子市・旭市（旧旭市、旧海上郡海上町・旧海上郡飯岡町）
- 東金簡易裁判所
  - 管轄：東金市・山武市・大網白里市・山武郡九十九里町
- 佐原簡易裁判所
  - 管轄：香取市・旭市（旧香取郡干潟町）・香取郡神崎町・香取郡東庄町

## 庁舎
本庁の庁舎は2009年春完成。

## 専門部・集中部
専門部では該当事件のみを、集中部では通常事件のほかに該当事件を集中的に取り扱う。
- 破産・執行専門部 - 民事第4部
- 医療集中部 - 民事第2部（千葉地方裁判所・医療集中部における取組）
- 行政集中部 - 民事第3部
- 建築集中部 - 民事第5部

## 歴代所長
任期の後ろは後職
- 大内恒夫（1976年5月29日 - 1978年9月21日 東京高等裁判所部総括判事）
- 田宮重男（1978年9月22日 - 1980年3月31日 東京高等裁判所部総括判事）
- 井口牧郎（1980年4月1日 - 1981年10月31日 東京高等裁判所部総括判事）
- 勝見嘉美（1981年11月1日 - 1982年11月 最高裁判所事務総長）
- 柳瀬隆次（1982年11月22日 - 1985年1月29日 東京高等裁判所部総括判事）
- 田尾桃二（1985年1月30日 - 1986年6月31日 東京高等裁判所部総括判事）
- 時國康夫（1986年7月1日 - 1988年1月10日 東京高等裁判所部総括判事）
- 川崎義徳（1988年1月11日 - 1989年11月 最高裁判所事務総長）
- 藤田耕三（1989年11月 - 1991年5月 東京地方裁判所所長）
- 神垣英郎（1991年5月13日 - 1993年3月7日 東京地方裁判所長）
- 町田顯（1993年3月 - 1994年3月 東京高等裁判所部総括判事）
- 中山善房（1994年4月1日 - 1996年2月28日 東京高等裁判所部総括判事）
- 清水湛（1996年3月 - 1997年10月 広島高等裁判所長官）
- 浜崎恭生（1997年10月31日 - 1999年3月31日 東京高等裁判所部総括判事）
- 大藤敏（1999年4月1日 - 2002年1月6日 東京高等裁判所部総括判事）
- 田尾健二郎（2002年1月 - 2003年3月31日 東京高等裁判所部総括判事）
- 阿部文洋（2003年4月1日 - 2004年12月 東京高等裁判所部総括判事）
- 山崎潮（2004年12月 - 2006年5月 官舎にて急病のため死去）
- 中山隆夫（2006年6月 - 2008年1月 東京高等裁判所部総括判事）
- 山崎敏充（2008年1月 - 2009年1月 最高裁判所事務総長）
- 安井久治（2009年1月 - 2011年1月 東京高等裁判所部総括判事）
- 山崎学（2011年1月 - 2012年3月 東京高等裁判所部総括判事）
- 山名学（2012年3月 - 2013年10月 司法研修所長）
- 原優（2013年10月 - 2016年7月 名古屋高等裁判所長官）
- 柴田寛之（2016年7月 - 2017年 定年退官、大宮簡易裁判所判事）
- 小川秀樹（2017年- 2019年3月 東京高等裁判所部総括判事）
- 合田悦三（2019年3月 - 2020年7月 札幌高等裁判所長官）
- 堀田眞哉（2020年7月 - 2022年6月 最高裁判所事務総長 [2]）
- 小野瀬厚（2022年6月 - [3]）